# Niittysaari (ö i Kymmenedalen, Kouvola, lat 60,68, long 26,84)
Niittysaari är en ö i Finland. Den ligger i Kymmene älv och i kommunen Kouvola i den ekonomiska regionen  Kouvola ekonomiska region  och landskapet Kymmenedalen, i den södra delen av landet, 120 km nordost om huvudstaden Helsingfors. Öns area är 4,2 hektar och dess största längd är 0,5 kilometer i nord-sydlig riktning.